# Häuschen (Kürten)
Häuschen ist ein Wohnplatz in der Gemeinde Kürten im Rheinisch-Bergischen Kreis.

## Lage und Beschreibung
Der Ort liegt nördlich der Bundesstraße 506 an der Großen Dhünntalsperre bei Laudenberg.

## Geschichte
Der Ort ist auf der Topographischen Aufnahme der Rheinlande von 1824 und auf der Preußischen Uraufnahme von 1840 als Häuschen verzeichnet. Häuschen gehörte zu dieser Zeit zur Gemeinde Olpe.
Ab der Preußischen Neuaufnahme von 1892 ist er auf Messtischblättern regelmäßig als Häuschen verzeichnet.
1822 lebten zwölf Menschen im als Haus kategorisierten und Häuschen bezeichneten Ort.
1830 hatte der Ort 13 Einwohner und wurde mit Häusgen bezeichnet.
Der 1845 laut der Uebersicht des Regierungs-Bezirks Cöln als Hof kategorisierte Ort besaß zu dieser Zeit zwei Wohnhäuser. Zu dieser Zeit lebten elf Einwohner im Häuschen genannten Ort, davon alle katholischen Bekenntnisses.
Die Gemeinde- und Gutbezirksstatistik der Rheinprovinz führt Häuschen 1871 mit drei Wohnhäusern und elf Einwohnern auf.
Im Gemeindelexikon für die Provinz Rheinland von 1888 werden ein Wohnhaus mit fünf Einwohnern angegeben.
1895 hatte der Ort ein Wohnhaus und fünf Einwohner und gehört zum katholischen Kirchspiel Kürten.
1905 besaß der Ort ein Wohnhaus und vier Einwohner.
1927 wurden die Bürgermeisterei Olpe in das Amt Olpe überführt. In der Weimarer Republik wurden 1929 die Ämter Kürten mit den Gemeinden Kürten und Bechen und Olpe mit den Gemeinden Olpe und Wipperfeld zum Amt Kürten zusammengelegt. Der Kreis Wipperfürth ging am 1. Oktober 1932 in den Rheinisch-Bergischen Kreis mit Sitz in Bergisch Gladbach auf.
1975 entstand aufgrund des Köln-Gesetzes die heutige Gemeinde Kürten, zu der neben den Ämtern Kürten, Bechen und Olpe ein Teilgebiet der Stadt Bensberg mit Dürscheid und den umliegenden Gebieten kam.